# Sylvestercross Bredene
Der Sylvestercross war ein Cyclocrossrennen im belgischen Ort Bredene. Das Rennen, das von 1993 bis 2021 bestand, war auch als GP Paul Herygers, Ethias Cross Bredene und verschiedenen anderen Namen bekannt.

## Geschichte
Das Rennen fand erstmals 1993 statt, damals noch in Veldegem. 2005 zog es ins nahegelegene Torhout um, dann 2009 nach Bredene, einer Nachbargemeinde von Ostende. Schauplatz in Bredene war das Freizeitgelände Grasduinen, wo der Parcours rund um den dort gelegenen See verlief. Seinen Namen verdankte das Rennen seinem Platz im Kalender, denn es fand als letztes Rennen des Jahres statt, meist am 29. oder 30. Dezember. Obwohl es nicht zu den großen Rennserien im Cyclocross (Weltcup, Superprestige, Trofee) gehörte, genoss es als Bestandteil der Kerstperiode eine gehobene Aufmerksamkeit. Zusätzlich zum Männer-Rennen wurde ab 2015 eins für Frauen ausgetragen.
Seit 2021 finden die belgischen Meisterschaften im Mountainbike-Beachrace am selben Termin auf dem Strand von Bredene statt. Aus diesem Grunde wurde das Rennen 2021 in den September verlegt. Nachdem dieser Termin wenig Anklang gefunden hatte, entschied man sich 2022 gegen eine Austragung. Auch 2023 stand es nicht mehr im Kalender.

## Siegerliste

### Männer
- 1993:  Filip Van Luchem
- 1994: nicht ausgetragen
- 1995: nicht ausgetragen
- 1996:  Paul Herijgers
- 1997:  Mario De Clercq
- 1998:  Peter Van Den Abeele
- 1999:  Bart Wellens
- 2000:  Bart Wellens
- 2001:  Sven Vanthourenhout
- 2002:  Mario De Clercq
- 2003:  Sven Vanthourenhout
- 2004:  Mario De Clercq
- 2005:  Gerben de Knegt
- 2006:  Sven Vanthourenhout
- 2007:  Klaas Vantornout
- 2008:  Klaas Vantornout
- 2009:  Dieter Vanthourenhout
- 2010:  Zdeněk Štybar
- 2011:  Jan Denuwelaere
- 2012:  Sven Nys
- 2013:  Zdeněk Štybar
- 2014:  Wout van Aert
- 2015:  Dieter Vanthourenhout
- 2016:  Wout van Aert
- 2017:  Wout van Aert
- 2018:  Wout van Aert
- 2019:  Mathieu van der Poel
- 2020:  Mathieu van der Poel
- 2021:  Eli Iserbyt

### Frauen
- 2015:  Thalita de Jong
- 2016:  Thalita de Jong
- 2017:  Alice Maria Arzuffi
- 2018:  Lucinda Brand
- 2019:  Sanne Cant
- 2020:  Kata Blanka Vas
- 2021:  Denise Betsema